# 오모리 히로시
오모리 히로시(일본어: 大森 博, 2002년 9월 10일~)는 일본의 축구 선수이다.

## 구단 경력
그는 2021년 J1리그의 도쿠시마 보르티스에 입단했다. 2022년후 J2리그에 강등했다. 2022년 7월 J3리그의 후쿠시마 유나이티드 FC로 이적했다. 2024년까지 57경기에 출전하여, 1득점을 넣었다. 2025년 도치기 SC로 이적했다.